# Уорън (Мичиган)
Уорън (на английси: Warren) е град в щата Мичиган, САЩ. Уорън е с население от 138 247 жители (2000 г.), което го прави 3-тия по големина град в щата Мичиган. Уорън е с обща площ от 88,80 км² (34,30 мили²).

## Население
Голям процент от населението е с полски произход (21%) и немски произход (20,40%) (2000 г.) През 1970 г. 99,50% от жителите са били представители на бялата раса, един от най-високите проценти сред градовете в САЩ, през 2000 г. те са 91,29%. Уорън е един от най-бързо намаляващите градове по отношение на населението си, от 1970 г. до 2000 г. населението е намаляло от 179 274 на 138 247 жители. Населението на Уорън също е най-възрастното от всички градове извън Флорида (известна като щат където се пенсионират много хора) и Хаваи. През 2000 г. 17,30% от жителите на Уорън са над 65-годишна възраст.